# Zylindrische σ-Algebra
Die zylindrische σ-Algebra ist eine σ-Algebra, welche durch die Zylindermengen eines Vektorraumes erzeugt wird. Die Zylindermengen hängen von einem Raum von linearen Funktionalen ab, dies kann zum Beispiel der topologische Dualraum sein, die zylindrische σ-Algebra ist dann die kleinste σ-Algebra, so dass diese Funktionen messbar sind. Die zylindrische σ-Algebra ist eine Teilmenge der borelschen σ-Algebra und im Allgemeinen nicht gleich.

## Definition
Sei {\displaystyle X} ein reeller Vektorraum und {\displaystyle X^{*}} sein algebraischer Dualraum. Weiter sei {\displaystyle F\subseteq X^{*}} ein Vektorraum von linearen Funktionalen auf {\displaystyle X} und {\displaystyle {\mathcal {B}}(\mathbb {R} ^{n})} die borelsche σ-Algebra auf {\displaystyle \mathbb {R} ^{n}}. 
Wir nennen eine Menge der Form
{\displaystyle Z_{f_{1},\dots ,f_{n},B}:=\{x\in X:(f_{1}(x),\dots ,f_{n}(x))\in B\}}
für {\displaystyle f_{1},\dots ,f_{n}\in F} und {\displaystyle B\in {\mathcal {B}}(\mathbb {R} ^{n})} eine {\displaystyle F}-Zylindermenge. 
Man nennt {\displaystyle B} die Basis des Zylinders und {\displaystyle f_{1},\dots ,f_{n}} seine Erzeuger. 
Die Familie aller {\displaystyle F}-Zylindermengen notieren wir mit {\displaystyle {\mathcal {Zyl}}(X,F)}, das ist die Menge
{\displaystyle {\mathcal {Zyl}}(X,F)=\bigotimes _{n}{\mathfrak {A}}_{f_{1},\dots ,f_{n}}=\bigcup _{n\in \mathbb {N} }\bigcup _{f_{1},\dots ,f_{n},B}Z_{f_{1},\dots ,f_{n},B},}
wobei {\displaystyle {\mathfrak {A}}_{f_{1},\dots ,f_{n}}} σ-Algebren sind. Diese ist im Allgemeinen nur eine Algebra und wird zylindrische Algebra genannt. Die kleinste σ-Algebra, die {\displaystyle {\mathcal {Zyl}}(X,F)} enthält, ist die σ-Algebra
{\displaystyle {\mathcal {E}}(X,F):=\sigma (F)=\sigma ({\mathcal {Zyl}}(X,F))}
und wird zylindrische σ-Algebra oder auch {\displaystyle F}-zylindrische σ-Algebra genannt. Weiter gilt
{\displaystyle {\mathcal {E}}(X,F)\subseteq {\mathcal {B}}(X).}
Schreibt man nur {\displaystyle {\mathcal {E}}(X),} dann meint man in der Regel einfach die σ-Algebra aller Zylindermengen von {\displaystyle X}.

### Wichtiger Spezialfall
Der wichtigste Spezialfall ist wenn {\displaystyle X} ein lokalkonvexer Raum und {\displaystyle X'} der topologische Dualraum ist. Die zylindrische σ-Algebra {\displaystyle {\mathcal {E}}(X,X')} ist gerade die kleinste σ-Algebra, so dass alle stetigen linearen Funktionale messbar sind.
Oder in anderen Worten, die σ-Algebra wird durch die Mengen der Form
{\displaystyle \{x\in X:f(x)<c\}}
mit {\displaystyle f\in X'} und {\displaystyle c\in \mathbb {R} } erzeugt.

## Vergleich zu anderen σ-Algebren
Im Allgemeinen gilt
{\displaystyle {\mathcal {E}}(X,F)\subseteq {\mathcal {B}}_{0}(X)\subseteq {\mathcal {B}}(X),}
wobei {\displaystyle {\mathcal {B}}_{0}(X)} die bairesche σ-Algebra ist.
Ist zum Beispiel {\displaystyle X=\mathbb {R} ^{T}} und {\displaystyle T} überabzählbar, dann gilt {\displaystyle {\mathcal {E}}(X,F)<{\mathcal {B}}(X)}.
Für den topologischen Dualraum gilt
{\displaystyle {\mathcal {E}}(X',X)\subseteq {\mathcal {E}}(X',X'')\subseteq {\mathcal {B}}(X').}
Seien {\displaystyle X} und {\displaystyle Y} zwei lokalkonvexe Räume. Dann gilt im Allgemeinen für nicht separable Räume und die borelsche σ-Algebra {\displaystyle {\mathcal {B}}(X)\otimes {\mathcal {B}}(Y)\subset {\mathcal {B}}(X\times Y)}, deshalb kann es passieren, dass die Vektoraddition bezüglich {\displaystyle {\mathcal {B}}(X)\otimes {\mathcal {B}}(Y)} nicht messbar ist. Für die zylindrische σ-Algebra gibt es solche messbaren Probleme nicht, denn es gilt {\displaystyle {\mathcal {E}}(X,X')\otimes {\mathcal {E}}(Y,Y')={\mathcal {E}}(X\times Y,X'\times Y')}.

### Gleichheit zur borelschen σ-Algebra
- Ein Lindelöf-Raum {\displaystyle X} heißt erblich, wenn jeder seiner offenen Unterräume auch ein Lindelöf-Raum ist. Sei {\displaystyle X} ein lokalkonvexer Raum, der hausdorff und auch ein erblicher Lindelöf-Raum ist. Dann gilt folgende Gleichheit

{\displaystyle {\mathcal {E}}(X,X')={\mathcal {B}}(X).}
- Ist {\displaystyle X} ein separabler Fréchet-Raum (insbesondere jeder separable Banach-Raum) und {\displaystyle \Gamma \subseteq X'} eine Menge, welche die Punkte in {\displaystyle X} trennt  (d. h. für jedes {\displaystyle x\neq 0} existiert ein {\displaystyle f\in \Gamma } mit {\displaystyle f(x)\neq 0}), so gilt

{\displaystyle {\mathcal {E}}(X,\Gamma )={\mathcal {B}}(X).}
Insbesondere gilt wegen des Satzes von Hahn-Banach für einen separablen Fréchet-Raum
{\displaystyle {\mathcal {E}}(X,X')={\mathcal {B}}(X).}
- Ist {\displaystyle X} ein polnischer Raum und {\displaystyle \Gamma \subseteq X'} eine Menge, welche die Punkte in {\displaystyle X} trennt, so gilt auch Gleichheit

{\displaystyle {\mathcal {E}}(X,X')={\mathcal {B}}(X).}

### Gleichheit zur baireschen σ-Algebra
Es gilt
{\displaystyle {\mathcal {B}}_{0}(X)={\mathcal {E}}(X,C_{b}(X,\mathbb {R} )),}
wobei {\displaystyle C_{b}(X,\mathbb {R} )} der Raum der stetigen und beschränkten Funktionen ist.